# Saint-Christophe (Allier)
Saint-Christophe é uma comuna francesa na região administrativa de Auvérnia-Ródano-Alpes, no departamento Allier. Estende-se por uma área de 28,02 km². Em 2010 a comuna tinha 468 habitantes (densidade: 16,7 hab./km²).